# Alberto Methol Ferré
Alberto René Methol Ferré (Montevideo, 31. ožujka 1929. – Montevideo, 15. studenog 2009.) bio je urugvajski mislilac, filozof, pisac, teolog, pravnik, novinar, povjesničar, učitelj i političar. Smatra se jednim od najvećih i najvažnijih južnoameričkih mislilaca i filozofa 20. stoljeća.

## Životopis
Alberto Methol Ferré rođen je u Montevideu 1929. godine. Nakon završene gimnazije studirao je na Pravnom i Filozofskom fakultuetu Republičkog sveučilišta u Montevideu.
Isprva je radio kao naučavatelj povijesti Latinske Amerike i latinoameričke kulture. Bio je profesor opće povijesti i teorijske povijesti na Republičkom sveučilištu i na Likovnoj školi u Artigasu. Osnovao je i uređivao časopis Nexo (1955. – 1958., 1983. – 1989.), a pisao je i za tjednik Vispera između 1967. i 1975.
Bio je vrlo utjecajan političar u urugvajskim političkim krugovima. Surađivao je s vođom Narodne stranke Luisom Albertom de Herrerom i s urugvajskim predsjednikom Benitom Nardoneom na oblikovanju poljoprivrednog zakona. Ljevičarski političar Enrique Erro često ga je pitao za savjete prilikom iznošenja svojih stavova i političkih govora. Iako je bio član Narodne stranke, surađivao je sa svim strankama pa tako i sa Širokim frontom.
Poznat je kao snažni podupiratelj argentinskog predjsednika Juana Peróna te se smatrao i argentinskim i urugvajskim povjesničarem, jer obje države izlaze na La Platu, ušće dviju rijeka u kojem se smjstio njegov rodni grad (nazivao se i "laplatanskim" povjesničarem).
Između 1975. i 1992. bio je stalni član Urugvajske biskupske konferencije. U svojim teološkim raspravama istraživao je crkvenu povijest na području Kolumbije, te je jedno vrijeme (1977. – 1982.) radio u kolumbijskom gradu Medelinu.
Iako mu je otac bio agnostik, s 19 godina preobratio se na katoličanstvo. Veliki trag u njegovoj mladosti ostavila je Generacija '98.
Država Argentina odlikovala ga je Svibanjskim odlikovanjem (Svibanjskim redom) za rad na području argentinske povijesti.
2007. godine izdao je knjigu intervjua i razgovora s tadašnjim nadbiskupom Buenos Aiersa, kasnije papom Franjom. Papa je više puta pohvalio zagovor promjena u Rimskoj kuriji, a složio se i da je "liberalni ateizam", o kojem pisao i promišljao Methol, najveća opasnost tradicionalnim obiteljskim vrijednostima.
Umro je 2009. godine u rodnom Montevideu.

## Vanjske poveznice
- Alberto Methol Ferré - službena stranica (šp.)